# Antropora fenglingiana
Antropora fenglingiana is een mosdiertjessoort uit de familie van de Antroporidae. De wetenschappelijke naam van de soort is voor het eerst geldig gepubliceerd in 1982 door Liu.